# Aegialites latus
Aegialites latus är en skalbaggsart som beskrevs av Zerche 2004. Aegialites latus ingår i släktet Aegialites och familjen trädbasbaggar. Inga underarter finns listade i Catalogue of Life.